# Dejan Dukovski
Dejan Dukovski (mazedonisch Дејан Дуковски; * 1969 in Skopje, SR Mazedonien, SFR Jugoslawien) ist ein mazedonischer Autor, der Theaterstücke und Drehbücher für Filme schreibt.

## Leben
Dukovski hat sein Studium der Philosophie und Theaterwissenschaften an der Universität Skopje abgeschlossen und arbeitete anschließend bei der Mazedonischen Radio- und Fernsehanstalt von 1990 bis 1993. Seit 1993 unterrichtete er im Bereich Drehbuch für Theater und Film, ab 1996 war er Dozent für Dramaturgie und 1998 wurde er Professor an der Akademie für Theater und Film Skopje im Bereich Film und Fernsehen.
Er lebt in Skopje und Hamburg.

## Arbeiten
Drehbücher (Auswahl)
- 1993: Svetlo sivo
- 1998: Bure baruta, deutscher Titel: Das Pulverfass, internationaler Titel: Cabaret Balkan, französisch: Baril de poudre. Das Drehbuch basiert auf Dukovskis Theaterstück aus dem Jahre 1996 gleichen Titels.
- 2002: Kako los son, Mitautoren: Antonio Mitrikeski und Daniela Mitrikeska; englischer Titel: As a Bad Dream. Der 2003 in Skopje produzierte Film, basierte auf einem Theaterstück Dukovskis mit dem Titel Who the Fuck started all this ?. Der französische Titel ist: Qel est l'enfoiré qui a commencé le premier?
- 2002: Zvenenje v glavi, dem Drehbuch des 2003 in Slowenien produzierten Films mit dem englischen Titel Headnoise liegt ein Roman von Drago Jančar zugrunde.

Theaterstücke (Auswahl)
- 1996: Bure baruta, deutsch: Das Pulverfass von Samuel Finzi und Dimiter Gotscheff; UA: 1996 Mazedonisches Nationaltheater, Skopje, Regie: Sascha Milenovski; DE: 8. Oktober 1998, Junges Theater Göttingen, Regie: Malte Jelens
- 1997: Mame mu, ko je prvi poéeo, deutsch: Wer verdammt hat angefangen von Mechtild Schäfer; UA: 1997 Mazedonisches Nationaltheater, Skopje, Regie: Alexander Popovski
- 2001: Liljan schtrkot schanza.
- 2001: Balkan nje je mrtow, deutsch: Balkan ist nicht tot von Samuel Finzi; UA: 7. Oktober 2001 Mazedonisches Nationaltheater, Skopje, Regie: Alexander Popovski, DE: 5. Juni 2004 Theater Aachen, Aachen.
- 2004: Die andere Seite, englisch: The Other Side, deutsch von Samuel Finzi; UA: 21. Februar 2004 Plan-B-Theater, Kopenhagen, Regie: Alexa Ther; DE: 28. September 2005 Staatstheater Kassel, Regie: Gustav Rueb
- 2007: Prazen grad, deutsch Leere Stadt, deutsch von Samuel Finzi, UA: 4. April 2007 Plan-B-Theater, Kopenhagen, DE: 17. Dezember 2009 Bayerisches Staatsschauspiel, München, Regie: Alexander Nerlich
- 2010: Jagd nach Schmetterlingen, deutsch von Sandy Lopicic, Szenische Lesung im Bockenheimer Depot, Schauspiel Frankfurt, Frankfurt am Main, im Rahmen der Frankfurter Positionen 2011[1]

## Ehrungen
- 1998: Europäischer Filmpreis (Fipresci Award Venedig)
- 1998: Golden Orange, Antalya, Türkei
- 1998: Golden Anchor Award, Haifa, Israel
- 1999: World Prism Award, Santa Barbara, Kalifornien

## Veröffentlichung
- 2001: Balkan ist nicht tot, übersetzt aus dem mazedonischen von Samuel Finzi
- 2008: Das Pulverfass/Leere Stadt, übersetzt von Samuel Finzi und Dimiter Gotscheff. Reihe Theaterbibliothek, Verlag der Autoren, Frankfurt am Main ISBN 978-3-88661-312-0.